# Yphthimoides melobosis
Yphthimoides melobosis är en fjärilsart som beskrevs av Jean-Baptiste Capronnier 1874. Yphthimoides melobosis ingår i släktet Yphthimoides och familjen praktfjärilar. Inga underarter finns listade i Catalogue of Life.